# Championnats du monde de badminton 1980
Navigation
Malmö 1977 Copenhague 1983
Les 2e Championnats du monde de badminton se sont tenus en 1980 à Jakarta en Indonésie. La compétition a été organisée par la fédération internationale de badminton.

## Résultats
| Epreuve       | Or                                  | Argent                              | Bronze                            |
| ------------- | ----------------------------------- | ----------------------------------- | --------------------------------- |
| Simple hommes | Rudy Hartono                        | Liem Swie King                      | P. Hadiyanto                      |
| Simple hommes | Rudy Hartono                        | Liem Swie King                      | Lius Pongoh                       |
| Simple dames  | Verawaty Wiharjo                    | Ivana Lie                           | Lene Køppen                       |
| Simple dames  | Verawaty Wiharjo                    | Ivana Lie                           | Taty Sumirah                      |
| Double hommes | Ade Chandra et Christian Hadinata   | Hariamanto Kartono et Rudy Heryanto | Flemming Delfs et Steen Skovgaard |
| Double hommes | Ade Chandra et Christian Hadinata   | Hariamanto Kartono et Rudy Heryanto | Misbun Sidek et Jalani Sidek      |
| Double dames  | Nora Perry et Jane Webster          | Verawaty Wiharjo et Imelda Wiguno   | Karen Bridge et Barbara Sutton    |
| Double dames  | Nora Perry et Jane Webster          | Verawaty Wiharjo et Imelda Wiguno   | Yoshiko Yonekura et Atsuko Tokuda |
| Double mixte  | Christian Hadinata et Imelda Wiguno | Mike Tredgett et Nora Perry         | Steen Fladberg et Pia Nielsen     |
| Double mixte  | Christian Hadinata et Imelda Wiguno | Mike Tredgett et Nora Perry         | Steen Skovgaard et Lene Køppen    |

## Tableau des médailles
| Rang | Nation     | Or | Argent | Bronze | Total |
| ---- | ---------- | -- | ------ | ------ | ----- |
| 1    | Indonésie  | 4  | 4      | 3      | 11    |
| 2    | Angleterre | 1  | 1      | 1      | 3     |
| 3    | Danemark   | 0  | 0      | 4      | 4     |
| 4    | Japon      | 0  | 0      | 1      | 1     |
| 4    | Malaisie   | 0  | 0      | 1      | 1     |